# Bay City (Michigan)
Bay City – miasto w Stanach Zjednoczonych w stanie Michigan, przy ujściu rzeki Saginaw do jeziora Huron, w zespole miejskim Saginaw-Bay City-Midland. Około 36,8 tys. mieszkańców.
Urodziła się tutaj piosenkarka Madonna oraz bokser Eric Esch.
W mieście rozwinął się przemysł samochodowy, lotniczy, chemiczny, spożywczy oraz cementowy.

## Miasta partnerskie
- Ansbach, Niemcy
- Goderich, Kanada
- Lomé, Togo
- Poznań, Polska